# Przerwanie niemaskowalne
Przerwanie niemaskowalne (ang. NMI – Non-Maskable Interrupt) – rodzaj przerwania sprzętowego, którego standardowe techniki maskowania przerwań nie mogą zignorować. Występuje w wielu architekturach procesorów.
NMI wprowadzono by obsługiwały zdarzenia krytyczne lub gdy przerwanie nie powinno być nigdy wyłączane podczas normalnej pracy systemu. Takie zastosowania obejmują raportowanie nieodwracalnych błędów sprzętowych, debugowanie i profilowanie systemu oraz obsługę specjalnych przypadków, takich jak resetowanie systemu.
Przerwań NMI używa się głównie do debugowania kodu programów, który może wyłączać zwykłe przerwania poprzez zwieranie ich obwodu (np. kod systemu operacyjnego).